# Kevin Jean-Louis
Kevin Jean-Louis (ur. 27 czerwca 1989 w Terre Rouge) – maurytyjski piłkarz grający na pozycji bramkarza. Jest wychowankiem klubu Pamplemousses SC.

## Kariera klubowa
Swoją karierę piłkarską Jean-Louis rozpoczął w klubie Pamplemousses SC. W sezonie 2008 zadebiutował w jego barwach w pierwszej lidze maurytyjskiej. Wraz z tym klubem pięciokrotnie został mistrzem Mauritiusa w sezonach 2010, 2011/2012, 2016/2017, 2017/2018 i 2018/2019 oraz trzykrotnie wicemistrzem w sezonach 2013/2014, 2015/2016 i 2022/2023. Zdobył tez trzy Puchary Mauritiusa w latach 2009, 2016 i 2018.

## Kariera reprezentacyjna
W reprezentacji Mauritiusa Jean-Louis zadebiutował 28 marca 2015 roku w zremisowanym 1:1 towarzyskim meczu z Togo.